# Euro et Bulgarie
- États membres de la zone euro : 20 pays (Allemagne, Autriche, Belgique, Chypre, Croatie, Espagne, Estonie, Finlande, France, Grèce, Irlande, Italie, Lettonie, Lituanie, Luxembourg, Malte, Pays-Bas, Portugal, Slovaquie, Slovénie)
- Micro-États non membres de l'UE utilisant l'euro avec l'accord de l'UE : 4 pays (Andorre, Monaco, Saint-Marin et Vatican)
- États non membres de l'UE qui ont adopté l'euro unilatéralement : 2 pays (Kosovo et Monténégro)
- États membres de l'Union européenne (UE) qui ont rejoint le MCE II : 1 pays (Bulgarie)
- État membre de l'UE faisant partie du MCE II mais qui est exempté de l'obligation de rejoindre la zone euro (Danemark).
- États membres de l'UE qui ont l'obligation  de rejoindre la zone euro : 5 pays (Hongrie, Pologne, Roumanie, Suède et Tchéquie)

La monnaie de la Bulgarie est actuellement le lev bulgare. Le traité d'Athènes adopté en 2003 prévoit que les nouveaux membres de l'Union européenne « doivent rejoindre l'union économique et monétaire à partir de la date d'adhésion », ce qui signifie que la Bulgarie s'est engagée à adopter l'euro. Elle a rejoint le Mécanisme de taux de change européen le 10 juillet 2020. Après plusieurs reports, il est envisagé qu'elle rejoigne la zone euro le 1er janvier 2026.

## Statut
Le traité de Maastricht prévoit initialement que tous les membres de l'Union européenne devront rejoindre la zone euro une fois les critères de convergence remplis. Le traité d'Athènes de 2003 reprend cette obligation concernant les futurs membres de l'Union européenne qui « doivent rejoindre l'union économique et monétaire à partir de la date d'adhésion ».

## Adhésion à la zone euro
La Bulgarie est entrée dans l'Union européenne le 1er janvier 2007 mais pendant plus d'une décennie de multiples facteurs ont fait que le passage à l'euro n'a été envisagé ni par les gouvernements bulgares (conserver de la liberté en matière de finances publiques, éviter une hausse des prix, pouvoir dévaluer la monnaie en cas de nécessité), ni par l'Union européenne (corruption massive, État de droit non effectif).

### Adhésion au MCE II
La Bulgarie devait rejoindre le MCE II en novembre 2009,, mais n'a pas pu en raison des conditions économiques du pays.
Le 11 janvier 2010, le Premier ministre bulgare Boïko Borissov déclare que la Bulgarie demandera à être membre à la fin du mois, cependant cette adhésion fut repoussée, à l'époque, pour 2011. En 2012, la Bulgarie n'est toujours pas membre du MCE II.
En septembre 2012, le ministre des Finances bulgare Simeon Djankov annonce que son pays renonce à abandonner sa monnaie nationale pour l'euro, du fait de l'incertitude entourant la pérennité de la monnaie unique.
En janvier 2015, le ministre des Finances bulgare annonce qu'il va consulter les 19 membres de la zone euro pour adhérer au MCE II en vue d'obtenir la monnaie unique avant 2018.
En janvier 2018, au moment de la prise de la présidence tournante de la Bulgarie, Vladislav Goranov, le ministre des Finances, annonce vouloir rejoindre le MCE II « pendant le premier semestre » de l'année.
En juin 2018, le Premier ministre bulgare, Boïko Borissov, annonce que la Bulgarie va demander à adopter l'euro, et se considère apte à rejoindre d'ici à un an le mécanisme de taux de change européen (MCE II).
La Bulgarie décide subitement, début 2020, d'accélérer son passage à l'euro. Ainsi, elle rejoint le Mécanisme de taux de change européen — qui est l'anti-chambre de l'eurozone — le 10 juillet 2020,. Le cours pivot est conservé au taux de 1,95583 BGN = 1 EUR.
Tant les pays de l'Eurozone que l'opinion publique bulgare sont très prudents concernant le passage du pays à l'euro. Alors qu'il était prévu[Quand ?] qu'elle rejoigne la zone euro le 1er janvier 2024, l'absence d'une majorité parlementaire et d'un gouvernement stable empêchent que les modifications législatives nécessaires soient adoptées à temps. En février 2023, la Bulgarie espère adopter l'euro le 1er janvier 2025.

### Phase de transition
Le 26 juillet 2024, l'Assemblée nationale adopte en première lecture, avec 114 voix pour (GERB-SDS, Nous continuons le changement - Bulgarie démocratique, le Mouvement des droits et des libertés et 10 indépendants), 37 contre (Renaissance, BSP pour la Bulgarie et 2 indépendants) et 11 abstentions (Il y a un tel peuple), le projet de loi du gouvernement sur l'introduction de l'euro en Bulgarie,. Ce projet de loi prévoit la circulation conjointe de l'euro et du lev pendant un mois,, et la fin du cours légal du lev à la fin dudit mois,.
Le projet de loi prévoit une période de double affichage, qui commencera un mois après la date d'entrée en vigueur de la décision du Conseil de l'Union européenne sur l'adoption de l'euro par la République de Bulgarie et qui restera en vigueur pendant une période d'un an après l'introduction de l'euro, pendant laquelle les prix et autres montants de paiement seront écrits à la fois en levs et en euros,. Tous les comptes — courants, dépôts, épargne et autres dans les banques locales — seront convertis en euros une fois, automatiquement et gratuitement à la date d'introduction de l'euro en Bulgarie. À partir de cette date, les titulaires de comptes ne pourront également retirer que des euros de leurs comptes, que le retrait soit effectué via un distributeur automatique de billets, un terminal de point de vente ou dans une agence bancaire.
Le projet de loi prévoit que la Banque nationale bulgare échangera gratuitement, en quantité illimitée et sans limite de temps, les billets et pièces en levs au taux de change officiel,. Pendant les six premiers mois suivant l'introduction de l'euro, les billets et les pièces en levs pourront être échangés gratuitement contre des euros dans les établissements de crédit (banques) et, dans les localités où il n'y a pas de bureaux ou de succursales d'un établissement de crédit, auprès de la poste bulgare,,.
Le Parlement soutient également, par 118 voix pour, 44 contre et 13 abstentions, un projet de résolution du GERB appelant le ministère des Finances, en coordination avec la Banque nationale bulgare, à accélérer et à achever les préparatifs de l'adoption de la monnaie unique afin que le gouvernement puisse demander un rapport de convergence de la Banque centrale européenne pour l'entrée du pays dans la zone euro le 1er juillet 2025,,. Le Conseil des ministres, en collaboration avec la Banque nationale bulgare, devrait prendre des mesures législatives et administratives, si nécessaire, convenues avec l'Assemblée nationale, pour atteindre les critères de convergence pour l'adhésion à la zone euro. Il est envisagé que le Conseil des ministres, sur proposition du ministère des Finances, exige la préparation de rapports de convergence extraordinaires par la Commission européenne et la Banque centrale européenne au plus tard deux semaines après que la Bulgarie aura satisfait au critère de stabilité des prix. Dans le cas où la République de Bulgarie remplit le critère de stabilité des prix d'ici le 31 décembre 2024, le Conseil des ministres devra demander que l'adhésion du pays à la zone euro ait lieu le 1er juillet 2025. La décision stipule que la Bulgarie adoptera l'euro tout en maintenant le taux de change officiel du lev par rapport à l'euro égal au taux central de 1,95583 BGN pour 1 EUR.
Le projet de loi ne fixe pas de date précise pour l'introduction de l'euro ni de taux de change officiel du lev par rapport à l'euro. La date et le taux de change seront fixés par le Conseil de l'UE, par décision unanime des États membres dont la monnaie officielle est l'euro, indique un rapport de la commission du budget et des finances.
Le 4 juin 2025, un rapport de convergence exceptionnel de la Commission européenne et de la Banque centrale européenne ouvre la voie de la zone euro à la Bulgarie, pour une adhésion effective au 1er janvier 2026,. Toutefois, la perspective de rejoindre la zone euro est loin de faire l'unanimité dans le pays, même si dans la pratique le lev, défini dès son origine par rapport au mark allemand, est de facto strictement inféodé à l'euro depuis 1999. En juillet 2025, les ministres des finances de l’Union européenne valident officiellement le passage à l'euro de la Bulgarie pour le 1er janvier 2026.

## Critères de convergence
Depuis 2003, le pays a constamment amélioré ses finances publiques grâce à une croissance positive et des déficits budgétaires contenus.
En 2025, la Bulgarie satisfait tout les critères de convergence nécessaires pour rejoindre la zone euro.
Sur proposition de la Commission Européenne, le 8 juillet 2025, le Conseil Européen a adopté les actes législatifs définitifs ouvrant la voie à l'adhésion de la Bulgarie à la zone euro et à l'utilisation de l'euro comme monnaie officielle par ce pays à partir du 1er janvier 2026.
|                                                                     | Critères de convergence | Critères de convergence | Critères de convergence | Critères de convergence   | Critères de convergence     |
|                                                                     | Inflation               | Finances publiques      | Finances publiques      | Membre du MCE II          | Taux d'intérêt à long terme |
| Déficit budgétaire annuel au PIB                                    | Inflation               | Dette publique au PIB   |                         | Membre du MCE II          | Taux d'intérêt à long terme |
| ------------------------------------------------------------------- | ----------------------- | ----------------------- | ----------------------- | ------------------------- | --------------------------- |
| Valeur de référence                                                 | max 2,8 %               | max 3 %                 | max 60 %                | min 2 ans                 | max 5,1 %                   |
| Bulgarie                                                            | 2,7 % (2025)            | 2,8 % (2025)            | 25,1 % (2025)           | depuis le 10 juillet 2020 | 3,9 % (2025)                |
| Notes : 1. 2. Légende : - Critère satisfait - Critère non satisfait |                         |                         |                         |                           |                             |

## Billets et pièces en euro
Lors de la signature par la Bulgarie de son traité d'adhésion le 25 avril 2005, la Banque nationale de Bulgarie a émis une pièce commémorative de 1,95583 BGN, soit une pièce d'une valeur d'un euro,.
Les billets en euros et les pièces en euro bulgares remplaceront le lev bulgare le 1er janvier 2026.

### Choix du motif
Le cavalier de Madara est l'un des symboles favoris de la Bulgarie pour figurer sur le côté face des pièces d'euro bulgares. D'autres symboles sont cependant proposés, tels que le symbole de l'ancienne tradition des nestinars, l'alphabet cyrillique, le monastère de Rila et les forteresses médiévales Tsarevets près de Veliko Tarnovo.
À partir du 17 juin 2008, des débats sont organisés partout en Bulgarie pour choisir les dessins des pièces d'euro. Ces débats ont lieu jusqu'au 29 juin, date à laquelle les Bulgares vont voter pour choisir le dessin des pièces. Les Bulgares peuvent aller voter dans les bureaux de poste, dans les stations service et les écoles,.
Finalement, les résultats tombent le 29 juin 2008 : 25,44 % des Bulgares ont voté en faveur du cavalier de Madara, symbole qui figurera donc sur les futures pièces d'euro bulgares,,,.
Le 16 novembre 2023, la Banque centrale (BNB) dévoile le design des futures pièces en euros, en attente d'approbation.
Pour les principaux éléments du dessin de la face nationale, le dessin des pièces de lev bulgares est reproduit :
- Cavalier de Madara - sur les pièces de 1 à 50 centimes d'euro ;
- Saint Ivan de Rila - sur la pièce de 1 euro ;
- Païssii de Hilendar – sur la pièce de 2 euros.

La raison de la reprise des faces nationales est que les symboles des pièces de monnaie bulgares actuelles sont établis et bien acceptés par les citoyens bulgares. Cette approche garantira la continuité des pièces en euros actuelles jusqu'aux nouvelles pièces en euros en Bulgarie[pas clair] et leur reconnaissance facile, tandis qu'en même temps l'identité bulgare sera confirmée et maintenue à travers les symboles familiers des pièces bulgares.

### Question linguistique
La langue bulgare utilise l'alphabet cyrillique. Les billets de banque en euro de la première série ont le mot « euro » écrit dans les alphabets latin et grec : « EURO » et « ΕΥΡΩ ».
Dans un premier temps, la Banque centrale européenne (BCE) et la Commission européenne insistent pour ce que la Bulgarie adopte le nom « ЕУРО » (« euro ») à la place de « ЕВРО » (« evro » ; dérivé de « Европа », « Europe » en bulgare), revendiquant que la monnaie unique devrait avoir une orthographe standard et officielle à travers l'UE. La Bulgarie indique qu'il faut prendre en compte tous les alphabets et respecter le principe de l'orthographe phonétique de la langue bulgare. La question est réglée en faveur de la Bulgarie lors du Conseil européen des 18 et 19 octobre 2007 à Lisbonne, autorisant l'usage de l'alphabet cyrillique avec l'orthographe « евро » sur tous les documents officiels de l'UE,. Depuis le 13 décembre 2007, toutes les institutions de l'UE (dont la BCE) utilisent le terme « ЕВРО » comme traduction officielle de la monnaie unique européenne.
De ce fait, la deuxième série de billets de banque en euros (émise à partir de 2013) porte les mentions « ЕВРО » et « ЕЦБ » (sigle de « Европейска централна банка », « Banque centrale européenne en bulgare)